# Zoilo Saldombide
Zoilo Saldombide (18. marts 1905 – 4. december 1981) var en uruguayansk fodboldspiller, der med Uruguays landshold vandt guld ved VM i 1930 på hjemmebane Han var dog ikke på banen i turneringen. Han var også med til at vinde to sydamerikanske mesterskaber, i henholdsvis 1924 og 1926, samt guld ved OL i 1924 i Paris.
Saldombide spillede på klubplan for de to Montevideo-klubber Nacional og Wanderers.

## Titler
VM
- 1930 med Uruguay

Sydamerika-Mesterskabet (Copa América)
- 1924 og 1926 med Uruguay

OL
- 1924 med Uruguay